# Martin Mumelter
Martin Mumelter (* 12. Mai 1948 in Innsbruck) ist ein in Deutschland lebender österreichischer Geiger und Autor. Er entstammt einer Familie mit Wurzeln in Tirol und Italien.

## Leben
Mumelter studierte Violine in Innsbruck und Philadelphia, begann bereits während des Studiums mit seiner internationalen Konzerttätigkeit und hatte nach einem Jahrzehnt über 200 Produktionen für Europäische Rundfunkanstalten gemacht. Von Jugend an interessierte sich Mumelter besonders für Musik der Moderne und deren Klassik, zu seinen Schallplatteneinspielungen gehören Violinkonzerte von Arnold Schönberg, Alban Berg,  B.A. Zimmermann, Alfred Schnittke sowie zahlreiche Werke, die Mumelter gewidmet wurden, darunter die Violinkonzerte von Erich Urbanner, Richard Dünser und (2018) Adriana Hölszky. Zu den wichtigsten Kammermusikproduktionen zählen die Gesamteinspielung der Violinsonaten von Charles Ives (mit dem Pianisten Herbert Henck), Werke von Béla Bartók, Charles Ives (Klaviertrio), John Cage und vielen österreichischen Komponisten. Angeregt durch die intensive Pflege Alter Musik in seiner damaligen Heimatstadt Innsbruck befasste er sich auch früh mit der Erforschung und Erprobung historischer Spielpraktiken und deren reichen Konsequenzen für die Interpretation nicht nur der Barockmusik, sondern auch der Klassik und Romantik, ja zuweilen bis in die Moderne.
Er konzertierte mit einer Reihe bedeutender Orchester, unter anderem dem Symphonieorchester des Bayerischen Rundfunks, der Staatskapelle Berlin, den Wiener Symphonikern, dem Radio-Symphonieorchester Wien und war bei Festivals wie den Bregenzer Festspielen, der Sagra musicale umbra, dem Osterfestival Hall in Tirol, dem Festival für Neue Musik Klangspuren und den Festwochen für Alte Musik in Innsbruck (unter anderem mit Bach-Solowerken) zu hören. Einen besonderen Schwerpunkt stellt die Teilnahme an Festivals und Konzertreihen der Moderne dar, darunter "musica viva" in München und die Biennale Berlin (heute MaerzMusik), wo er mit dem Preis der Kritik ausgezeichnet wurde.
1971 übernahm Mumelter vom Studium weg als Nachfolger des US-Violinstars Guila Bustabo eine Violinklasse am Konservatorium in Innsbruck, die er neben seiner Konzerttätigkeit und der Leitung des Symphonieorchesters dieser Schule bis 1975 betreute. In den Tourneeprogrammen seines Ensembles „Mumelter's Concertodrom“ stellte er improvisierte und komponierte Musik der unterschiedlichsten Stilrichtungen gegenüber. Diesem Ensemble gehörten sowohl Spezialisten für Alte Musik als auch die prominenten Jazzmusiker Werner Pirchner und Harry Pepl an. Das Concertodrom gehörte zu den ersten Veranstaltungsformen, die gezielt und mit viel Erfolg, besonders bei der Jugend, die Grenzen zwischen „U-“ und „E-Musik“ sowie zwischen Komposition und Improvisation systematisch überschritten. Viele Jahre betrieb Mumelter in seiner Heimatstadt Innsbruck eigene Gesprächskonzert- und Kammermusikreihen. 1981 wurde Mumelter zunächst als Gastprofessor, 1985 als Ordentlicher Professor für Violine an die Universität Mozarteum Salzburg berufen, wo er neben seiner Violin-Konzertfachklasse von 2006 bis 2015 auch das von ihm konzipierte Institut für Neue Musik leitete. Derzeit lebt Mumelter in der Nähe von München.
Als Autor hat Martin Mumelter bereits in jungen Jahren Prosatexte und Hörspiele veröffentlicht, bei deren Realisierung für Österreichische und Schweizer Sender er zu Beginn von Otto Grünmandl unterstützt wurde. Anfangs wurden die Werke unter dem Pseudonym Martin Sarba veröffentlicht, um eine Trennlinie zur musikalischen Tätigkeit zu ziehen und Verwechslungen mit Autoren gleichen Schreibnamens zu verhindern, mit denen Mumelter nicht verwandt ist. Später veröffentlichte Mumelter auch Sachbücher philosophisch-kulturkritischen Inhalts: „Ums Leben spielen. Vom Umgang mit Musik“ (1994), „Proust for President! Rettet uns künstlerisches Denken?“ (2004) sowie das didaktische Werk „Standardfragen im Violinunterricht“ (2009). 2015 erschien sein erster Roman "Spiegelfuge", 2017 der aus Entwürfen seiner 2007 verstorbenen zweiten Gattin, der Opernsängerin Magdalena Pattis, weiter entwickelte Roman "Die Arien des Commissario Scalzi". Mumelter ist Vater von 4 Kindern und seit 2015 neuerlich verheiratet.

## Anerkennungen
- 1971: Laureat des Gaudeamus-Wettbewerbs für Interpretation Neuer Musik in Rotterdam
- 1979: Kritikerpreis der Musikbiennale Berlin (heute MaerzMusik)
- 1985: Emil-Berlanda-Preis

## Werke
- Ums Leben spielen, Müller-Speiser, 1994, ISBN 978-3-85145-027-9
- Proust for President!, 2004, ISBN 978-3-8258-7735-4
- Standardfragen im Violinunterricht, Musik-Verlag Nepomuk, 2009, ISBN 978-3-907117-23-1
- Ums Leben spielen. Vom Umgang mit Musik, Mueller-Speiser, 2013, ISBN 978-3-902537-26-3

### Romane
- Spiegelfuge, Edition Laurin 2015, ISBN 978-3-902866-32-5
- Die Arien des Commissario Scalzi, Edition Laurin 2015, ISBN 978-3-902866-50-9